# Irinotecano
L'irinotecano o irinotecan è un farmaco chemioterapico antineoplastico facente parte della classe delle camptotecine (farmaci estratti dalla corteccia della Camptotheca acuminata).

## Farmacocinetica
A differenza del topotecano, l'irinotecano è un pro-farmaco. La sua attivazione avviene a livello epatico grazie alla trasformazione operata dall'enzima carbossiesterasi in SN-38. L'irinotecano e SN-38 vengono poi eliminati principalmente attraverso la bile; per questo il dosaggio dovrebbe essere diminuito nei pazienti con insufficienza epatica.

## Farmacodinamica
Il metabolita attivo SN-38 è in grado di inibire la topoisomerasi I, enzima responsabile della rottura-ricucitura del singolo filamento di DNA al fine di provocare un aumento del numero di legame. L'inibizione di tale enzima porta ad aberrazioni genomiche e conseguente innesco dell'apoptosi.

## Impiego clinico
L'irinotecano in associazione con fluorouracile e leucovorin rappresenta il trattamento di prima linea per il cancro del colon-retto. Altre indicazioni sono il carcinoma polmonare non a piccole cellule.

## Effetti avversi
I principali effetti avversi dell'irinotecano comprendono:
- Mielodepressione
- Sindrome colinergica acuta: inibizione della Acetilcolina Esterasi ed effetti parasimpatico-mimetici.
- Diarrea precoce, collegata all'attivazione colinergica e trattabile con l'atropina od analoghi e che si manifesta entro 24 ore.
- Diarrea tardiva, che insorge dopo 3-10 giorni dalla somministrazione e che può essere anche molto grave. In questi casi occorre valutare attentamente la possibile comparsa di squilibri idro-elettrolitici.
- Febbre, crampi addominali, nausea e vomito.